# Bernard le Bovier de Fontenelle
Bernard le Bovier de Fontenelle, född 11 februari 1657 i Rouen, död 9 januari 1757 i Paris, var en fransk författare, Pierre Corneilles systerson. Han var ledamot av Franska akademien och Franska vetenskapsakademien.

## Biografi
Sedan Bernard le Bovier de Fontenelle blivit utexaminerad ur ett jesuitkollegium med vitsordet att vara "en i alla hänseenden fullkomlig ung man", ägnade han sig åt advokatyrket, men förlorade sin första och enda process. Han beslöt då att ägna sig åt litteraturen. 
År 1680 debuterade han med tragedin Aspar, vilken gjorde fullständigt fiasko, och, med undantag av operan Thetis et Pelée (1689; "Thetis och Pelée", Stora Bollhuset i Stockholm 1773), rönte hans följande dramatiska skapelser inte större framgång. År 1683 utgav han Nouveaux Dialogues des morts, ett arbete som förskaffade honom ett verkligt litterärt anseende. Ännu ryktbarare blev han genom Entretiens sur la pluralité des mondes (1686), i vilket Descartes’ astronomiska teorier framställs med ett populärvetenskapligt framställningssätt som dittills varit okänd. 
År 1687 bosatte han sig i Paris och utgav samma år Histoire des oracles (bearbetad efter ett latinskt arbete av holländaren van Dale), vilket framkallade bannor från prästerligt håll. 1691 blev han medlem av Franska akademien och 1699 ständig sekreterare i Franska vetenskapsakademien. I denna senare egenskap utgav han Histoire du renouvellement de l’Académie des Sciences  (1699) och Eloges des académiciens (1708; ny uppl. 1719), hans båda huvudarbeten av vilka det senare blev stilbildande för lovtal i akademisk stil. Bland Fontenelles övriga arbeten må särskilt nämnas Géométrie de l'infini (1727) och Apologie des lourbillons (1752). Hans Œuvres, 11 band, utgavs 1766 (flera upplagor). 
Fontenelle utgör i den franska litteraturen en länk mellan den klassicistiska period som representeras av Corneille, Racine och Boileau, och den nya upplysningstid vars främsta talesmän är Voltaire, d’Alembert och Diderot. Dock tillhörde han mera 1700-talets upplysningsfilosofer än 1600-talets "beaux esprits". Han är en representant för fransk klarhet i uppfattning och framställning. Som vetenskapsman intar han dock underordnad ställning; såsom bearbetare i populär form är han däremot banbrytare.

## Eftermäle
Asteroiden 10069 Fontenelle är uppkallad efter honom.

## Böcker på svenska

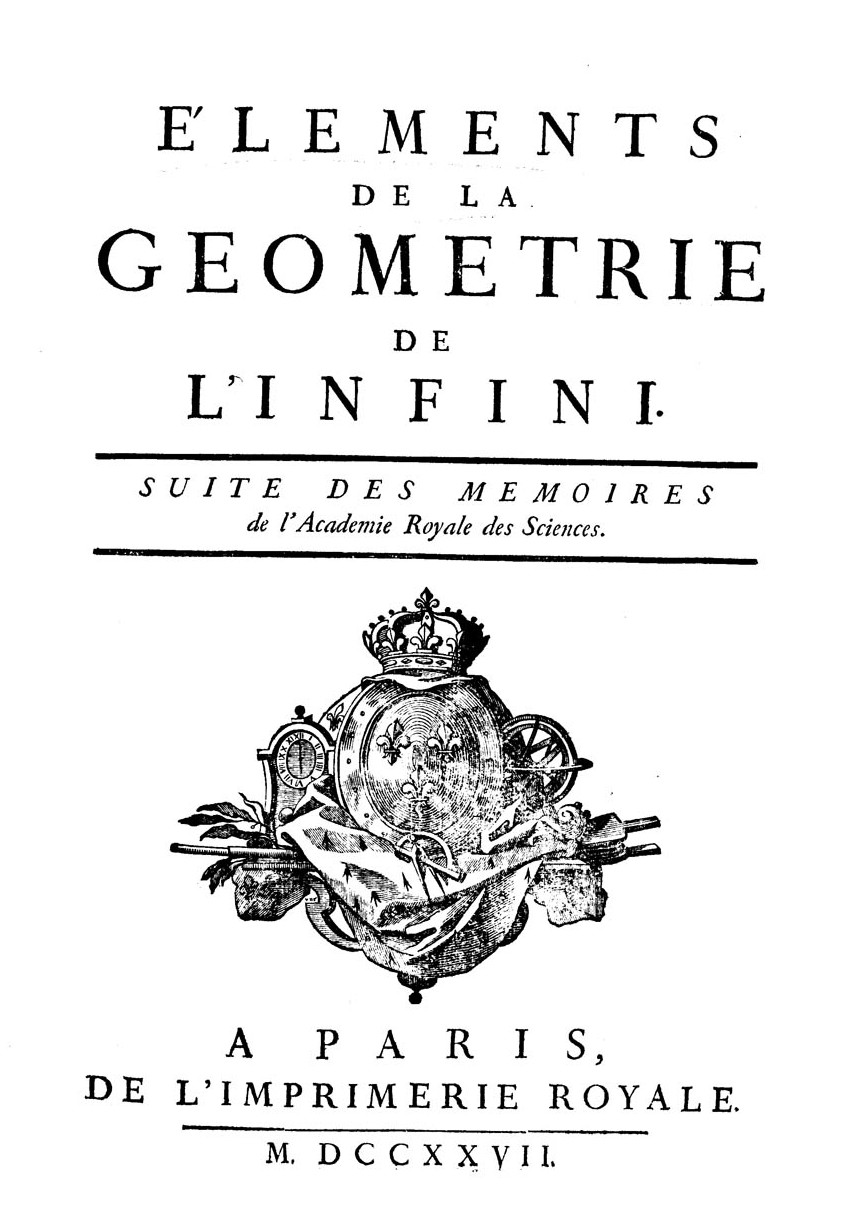
Éléments de la géométrie de l'infini, 1727

- Samtal om flere werldar (översättning Jeremias Wallenius, Stockholm, 1759)
- Samtal mellan döda: ett urval (översättning Lisa Matthias och Lily Vallquist, Bibliofila klubben, 1950)
- Samtal om världarnas mångfald (översättning Jan Stolpe, Carmina, 1979) (Entretiens sur la pluralité des mondes)